# Panacanthus intensus
Panacanthus intensus är en insektsart som beskrevs av Montealegre-z. och G.K. Morris 2004. Panacanthus intensus ingår i släktet Panacanthus och familjen vårtbitare. Inga underarter finns listade i Catalogue of Life.